# Kostel Nejsvětějšího Jména Ježíš (Plzeň)
Kostel Nejsvětějšího Jména Ježíš je barokní kostel v Plzni. Jedná o jeden ze čtyř kostelů v České republice s tímto patrociniem, ale jediný se vžitým názvem U Ježíška. Jeho vlastníkem nebyla nikdy církev, ale vždy náležel do soukromých rukou. Tato stavba je chráněnou nemovitou kulturní památkou.

## Historie kostela
Historie kostela Nejsvětějšího Jména Ježíš sahá zřejmě až do středověku. Prvně je stavba zřejmě nakreslena na vedutě Jana Willenberga z roku 1602 jako čtverhranná stavbička s cimbuřím a jehlanovou střechou. Tehdy byla kaple ještě neznámého zasvěcení. Jisté je, jak bylo zjištěno při rekonstrukčních pracích v roce 2001, že kostel narůstal postupně, od nejstarší čtverhranné svatyně, přes prodloužení v letech 1745–1746 až po přístavbu nové lodi na začátku 19. století. Nejstarší část dnes tvoří vstupní vestibul kostela. Není však znám žádný spolehlivý pramen objasňující informaci kdo a kdy nechal kapli postavit.[zdroj?]
První zmiňovanou přestavbu kaple u své usedlosti nechal v letech 1745–1746 provést lékař a plzeňský primátor Petr Pavel Helffer. Budovaná kaple byla zasvěcena Pražskému Jezulátku. Důvod stavby byl především v úmyslu zřídit rodinnou hrobku. Architektem a stavitelem kaple resp. přestavby kaple, byl Matěj Ondřej Kondel, který byl tou dobou realizátorem některých staveb dle návrhu Jana Blažeje Santiniho-Aichla. Přestavba spočívala v přístavbě obdélného prostoru na jižní straně původní kapličky, se kterou byl spojen přestavbou původní okenní niky. Tak vznikl vítězný oblouk s archivoltou užší než svislá část, na kterou nasedá přes konzolovité voluty. Tím se prostor původní kaple stává lodí a nová přístavba presbyteriem. Pro novou přístavbu jsou typické vně elipsovitě vypouklé boční obvodové stěny. Nad nově vytvořeným presbytářem vznikla i sanktusová vížka, která po opravě a zabudování do nově vybudované kostelní lodi existuje dodnes. Ke svěcení kaple došlo pravděpodobně první lednovou neděli roku 1747.
Dne 1. srpna 1770 získali zdejší statek včetně okolních pozemků a rovněž tak i kapli manželé Matěj a Anna Deblerovi. Avšak již roku 1776 získal kapli, letohrádek a vše k tomu náležející Jakub Vilém Seitz, plzeňský zvonař, jehož žena Anna byla vdova po plzeňském zvonaři Pernerovi. Již v následujícím roce byl pro kapli v Seitzově dílně ulit nový zvon. V roce 1781 byla kapli udělena papežem Piem VI. na sedm let odpustková bula. Po smrti Jakuba Viléma Seitze v roce 1793 získali jmění rovným dílem jeho žena Anna a její mladší syn z prvního manželství Petr Pavel Perner, který v závěji již následujícího roku získal po matce i druhou polovinu. Tak se roku 1794 stala vlastníkem kaple rodina Pernerů, která rovněž hodlala v kapli zřídit rodinnou hrobku. Pernerovi se však dosavadní hrobka pod kostelem zdála malá a proto se rozhodl pro rozšíření kaple a s tím i rozšíření hrobky pod ní. Tímto úkolem pověřil plzeňského stavitele Antonína Bartha, který práce v letech 1806 až 1807 realizoval. Stavba byla orientována východním směrem, čímž se napravila dosavadní chybná orientace oltáře na jižní straně. Dosavadní kaple se stala prakticky předsíní nově zbudovaného kostelíku. K vysvěcení plzeňským arciděkanem Tomášem Kordíkem došlo 2. ledna 1808.
Roku 1870 byl Robert Perner nucen z finančních důvodů zahradu i s kostelíkem prodat manželům Matěji a Josefě Divíškovým. I oni užívali kryptu pod kostelem jako rodinnou hrobku, o čemž svědčí pamětní deska. Roku 1877 nechali provést úpravu vstupu do krypty, který již nebyl zvenčí jako dosud, ale poklopem uvnitř kostela. Rovněž díky sbírce došlo roku 1893 k opravě fasády i interiéru. Díky daru Viléma Rösche bylo v rámci oprav osazeno i barevné vitrážové okno ve starší části. Upraveno bylo i okolí. Prostor nově vybudovaného hospodářského dvora jižně od kostelíku byl zvýšen o přibližně jeden metr. Na východní straně byla prohloubena vodoteč odvádějící vodu ze svahu. Vedla však příliš blízko kostelíku bez jakékoliv izolace, což způsobilo masivní vlhnutí zdí.[zdroj?]
I přes tyto snahy docházelo k postupnému úpadku stavby. V roce 1933 došlo k vyloupení kostela, kdy nenávratně zmizela část mobiliáře kostela vč. liturgického náčiní, plastik, oltářních obrazů apod. Na základě této události vznikla z iniciativy studentů Masarykova státního československého reálného gymnasia Jednota pro záchranu kostelíka U Ježíška. Koncem roku 1933 byla s majiteli podepsána na 30 let nájemní smlouva na kostelík. Zaměření a zakreslení stavby bylo provedeno na žádost Jednoty plzeňským, tehdy již penzionovaným stavitelem a architektem Hanušem Zápalem. V první fázi došlo k opravám střešní krytiny a krovů a především k sanaci zdiva. Během roku 1935 byly zhotoveny nové omítky, jak vnější tak vnitřní, včetně zrestaurování fresky plzeňského malíře Františka Julia Luxe. Opravena byla rovněž podlaha, obnoveny oltáře a varhany pocházející zřejmě ze 17. století a úprav doznal i okolní terén, kde vznikl např. i nový mostek přes vodoteč. K novému vysvěcení došlo 5. ledna 1936.
Ve vlastnictví rodiny Divíškových byl kostelík až do roku 1948. V dalším období nebylo využití kostelíka žádné a tak postupně chátral. V přilehlém objektu byla do 70. let 20. století výkupna a sklad léčivých rostlin. Poté areál dál neutěšeně chátral. V roce 1992 byl objekt vrácen původním majitelům, tedy rodině Divíškových. Následně kostelík bez mobiliáře odkoupilo město, ovšem chátrání pokračovalo. Chátrající stavbě začalo věnovat svoji pozornost Sdružení pro obnovu památek v Rokycanech a okolí (později přejmenováno na Vršíček). Zaměření provedli v rámci výuky studenti plzeňské stavební průmyslové školy, projekt zpracoval předseda sdružení ing. arch. Jan Soukup, který rovněž dohlížel na stavební práce, které započaly první fází v roce 2001. Ta zahrnovala opravu krovů, střech, věžičky a zpevnění kleneb. Následovala úprava vodních poměrů v okolí stavby a oprava fasád, která byla dokončena v roce 2005. Opravena byla i vzácná stropní freska F. J. Luxe. Při restaurování bylo zjištěno, že obě fresky byly pořízeny v časovém odstupu cca 25 let, tedy zde vedle sebe je rané a pozdní dílo téhož malíře. V letech 2005 až 2006 byly restaurovány varhany, které jsou starší než kostelík a byly sem pořízeny zřejmě někdy v průběhu 19. století. Stavební obnovovací práce byly ukončeny v roce 2011, varhany se vrátily na opravený kůr v listopadu 2014. Kostelík ještě čeká na restaurování jeho vybavení.[zdroj?]
V kostele konal do března 2025 své bohoslužby plzeňský sbor Evangelické církve augsburského vyznání v České republice.
Od března 2025 je kostel trvale uzavřen a je ve správě Obytná zóna Sylván a.s.

## Fotogalerie

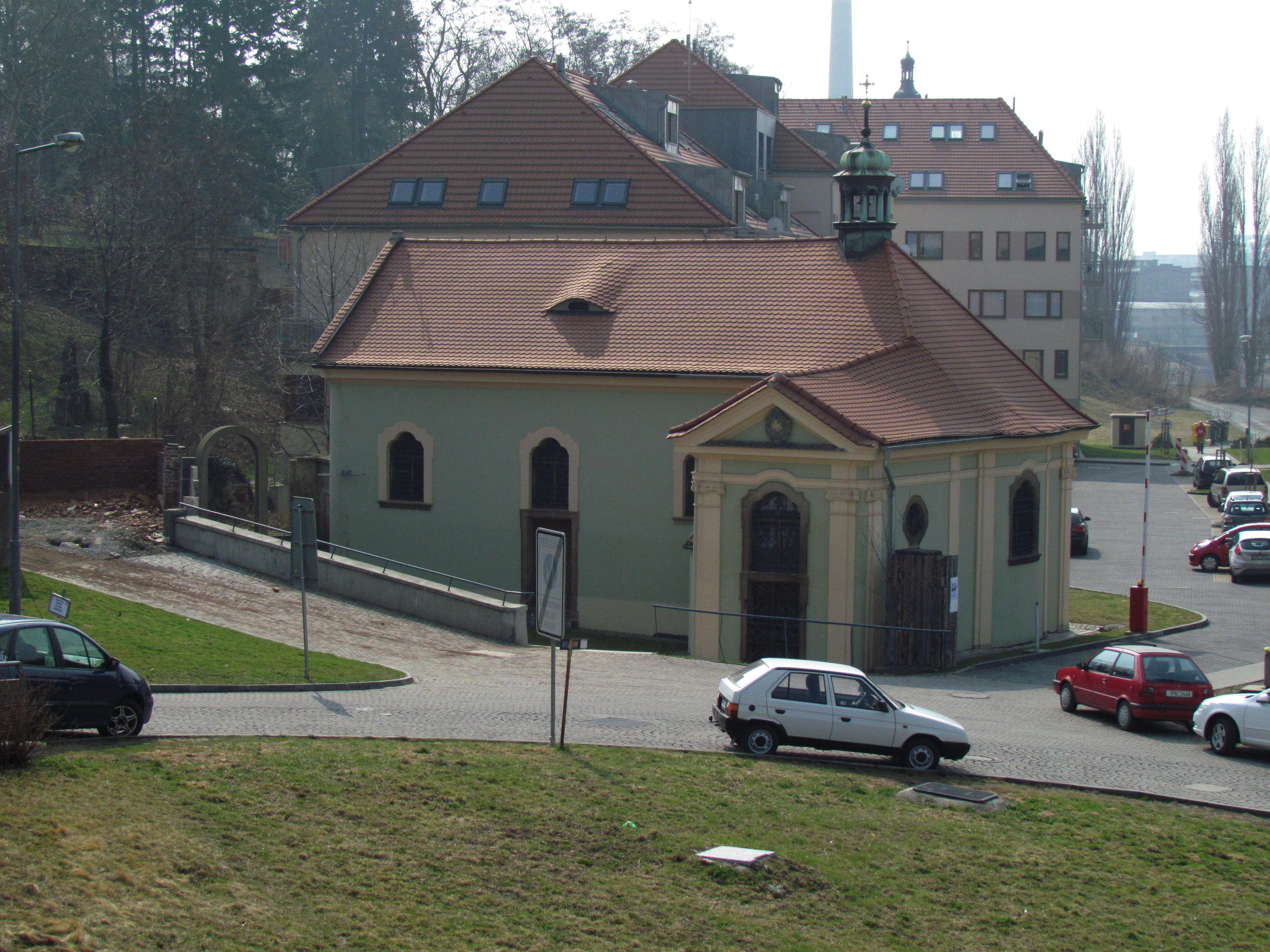
Pohled od severu
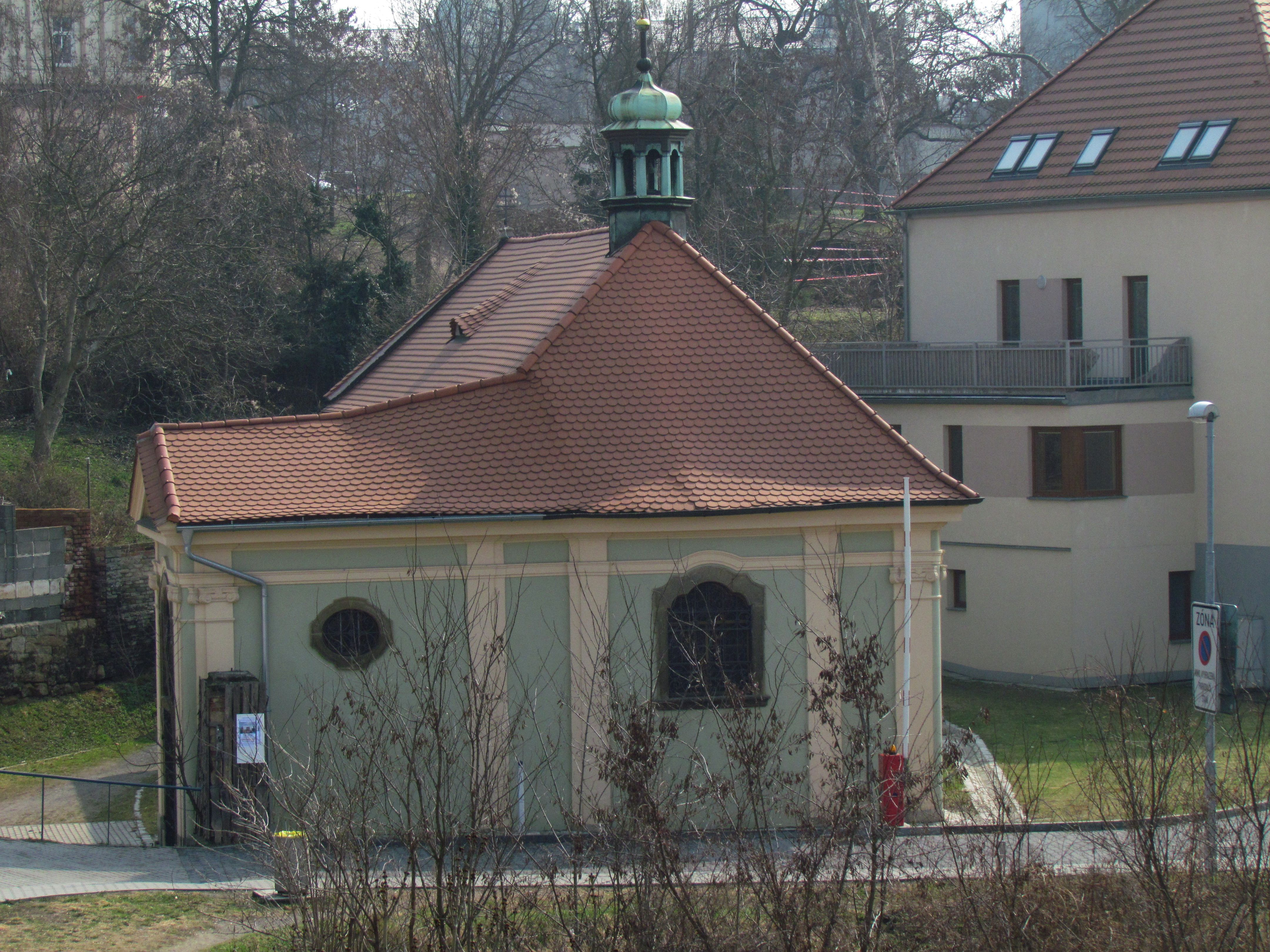
Pohled od severozápadu
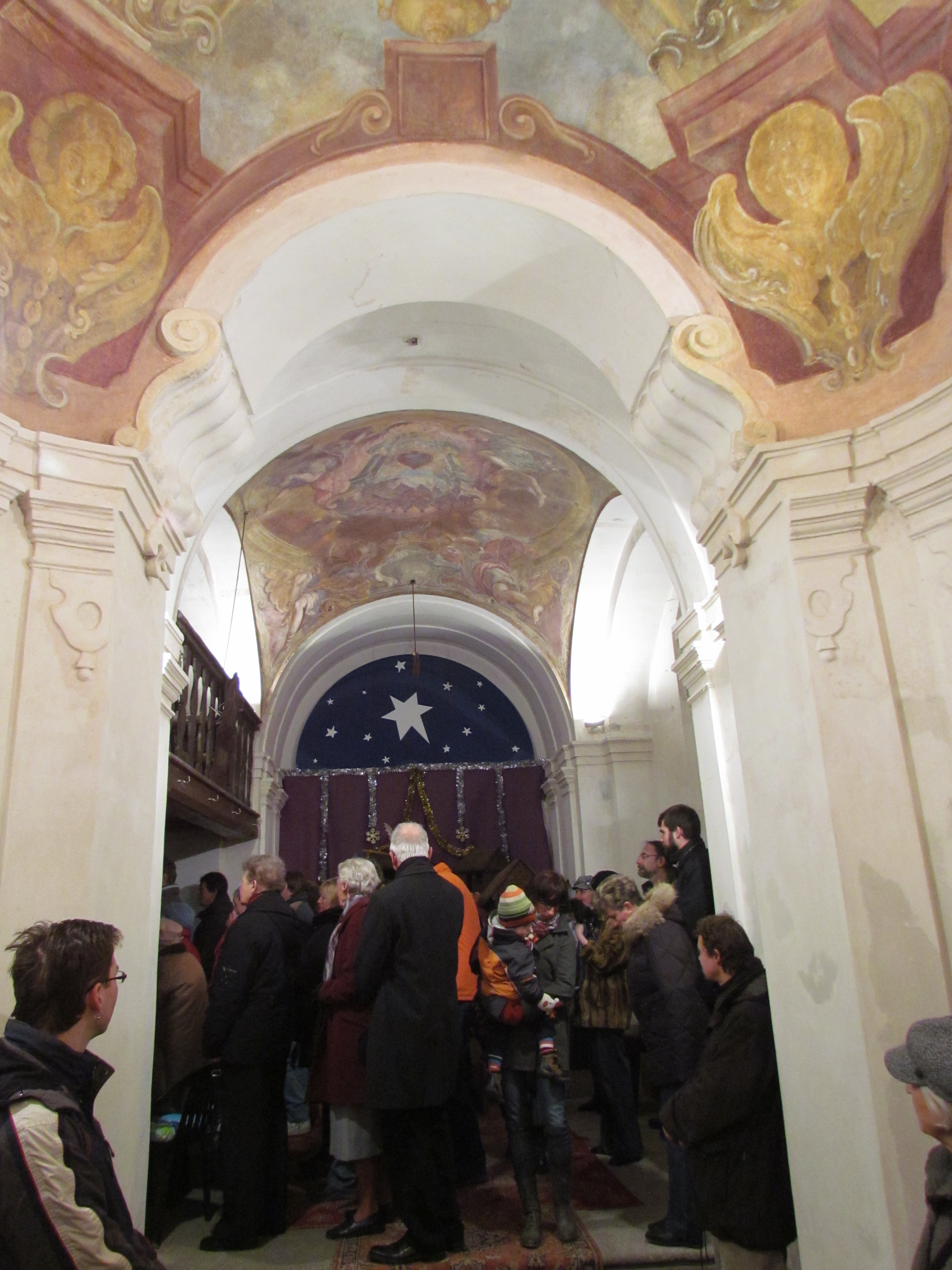
Předsíň kostela
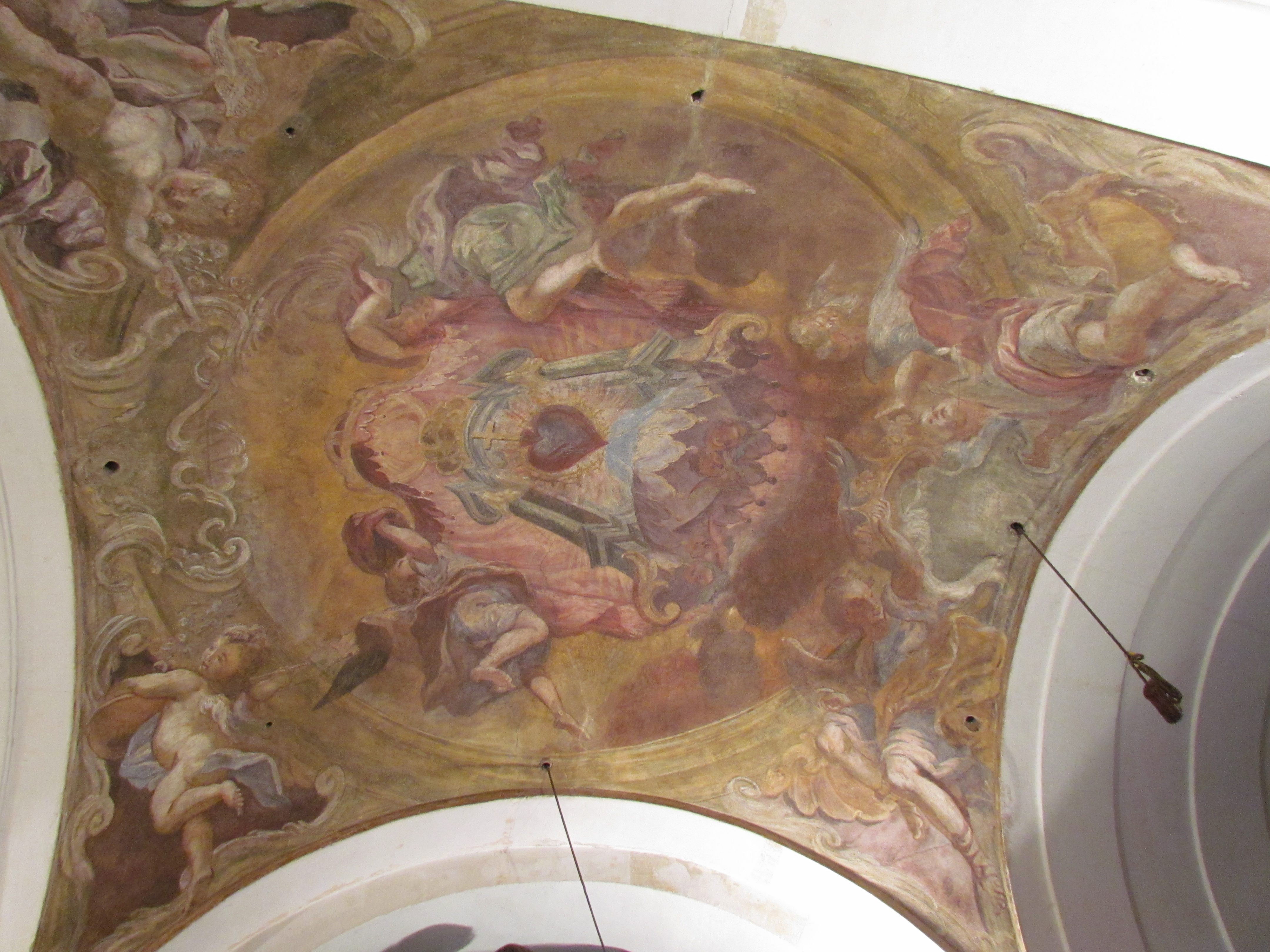
Stropní freska
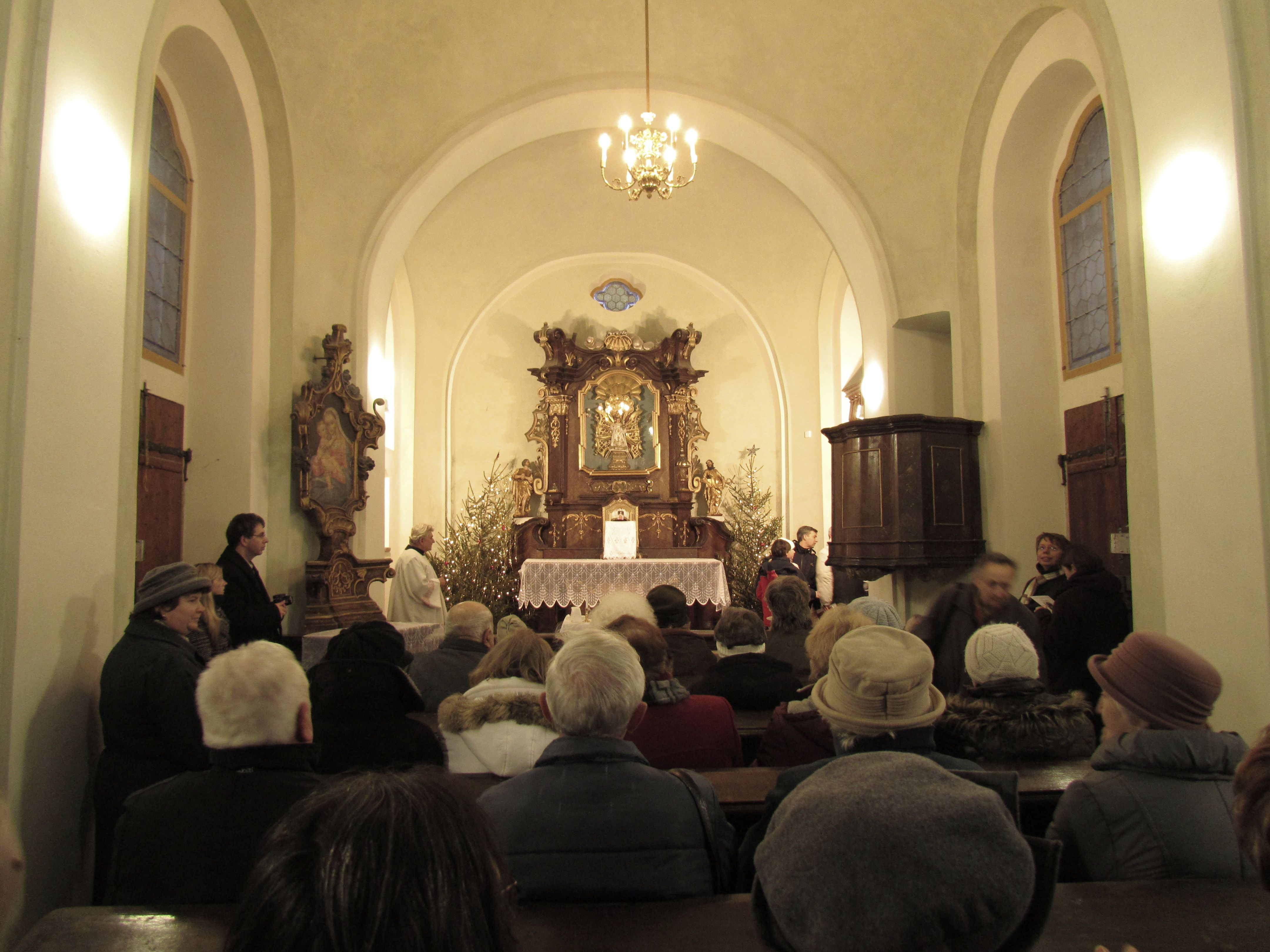
Interiér lodě kostela
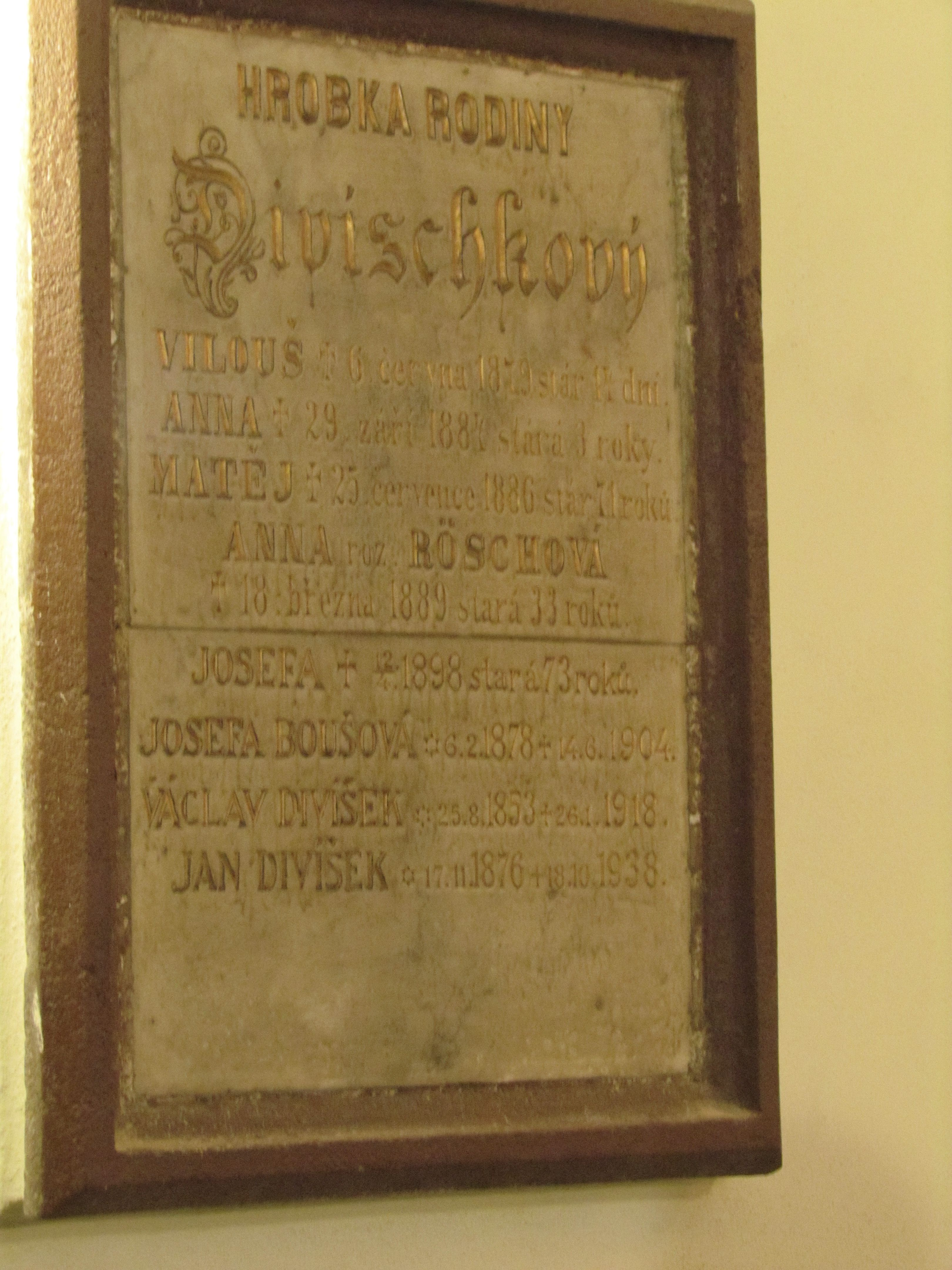
Pamětní deska